# ZSU-57-2
ZSU-57-2 (Objekt 500) (ruski vzdevek "Sparka") je sovjetski samovozni protiletalski top. ZSU je akronim za "Зенитная Самоходная Установка" (Zenitnaja samohodnaja ustanovka), "57" pomeni kaliber topa (57 mm), "2" pa označuje število cevi. ZSU-57-2 je prvi sovjetski serijsko proizvajani gosenični protiletalski top. 